# Represa Águas Claras
A Represa Águas Claras é formada pela barragem de mesmo nome localizada no ribeirão Santa Inês, no município de Caieiras, estado de São Paulo.

## Características
Inaugurada no ano de 1973 no ribeirão Santa Inês, no alto da Serra da Cantareira, pertence a Companhia de Saneamento Básico do Estado de São Paulo (SABESP) e faz parte do Sistema Cantareira para o abastecimento de água da Região Metropolitana de São Paulo.